# 検札鋏

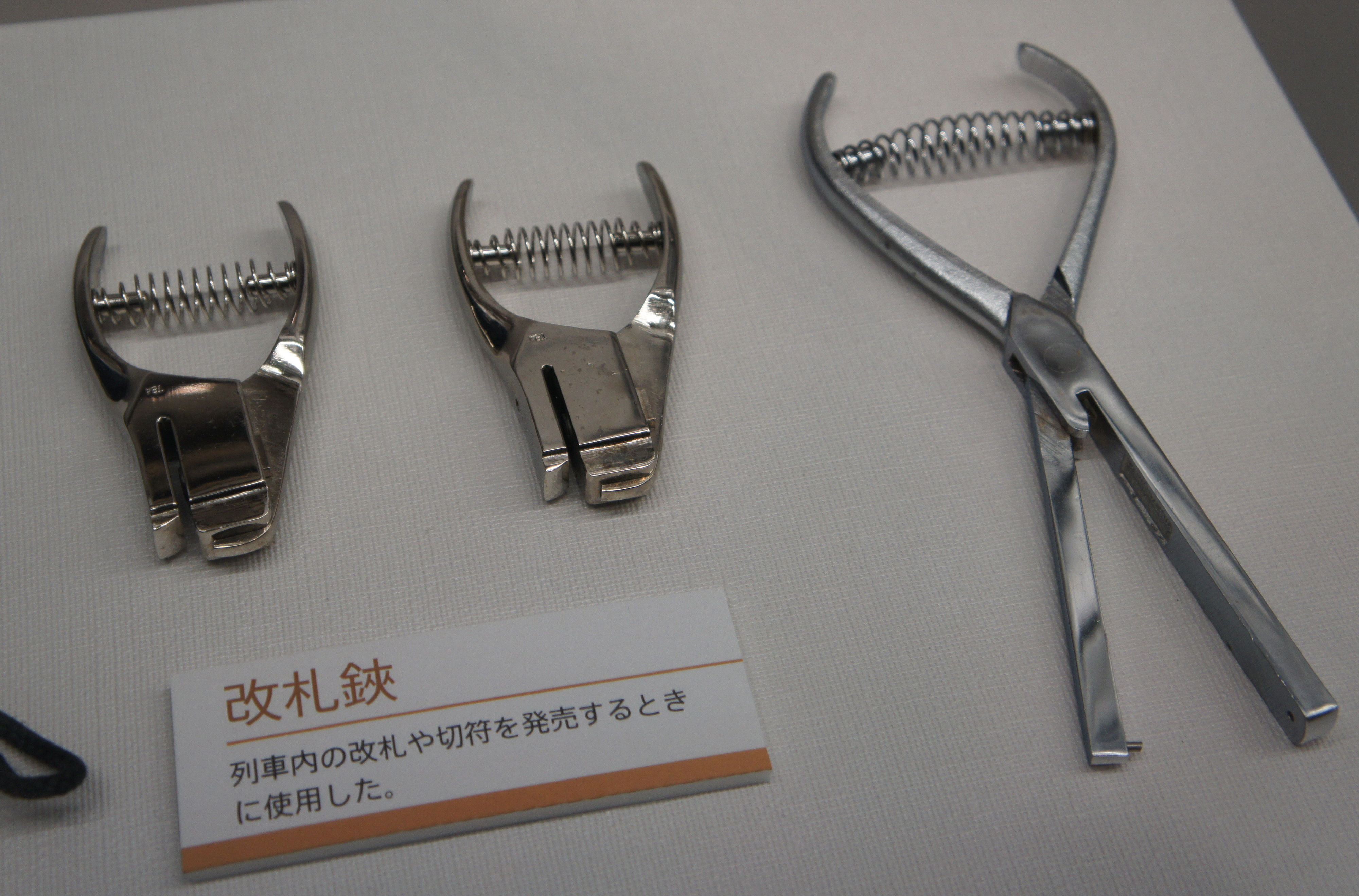
改札鋏と説明されているが、車内改札（検札）に使用されていたので検札鋏

検札鋏（けんさつきょう、けんさつばさみ、英語：Ticket punch）は、鉄道の乗客が有効な乗車券（きっぷ）を車内で持っているかどうか調べて、問題のないことを確認したあと、刻印および穴開けを行うときに使う金属製の道具である。この道具は、乗務員が携行していた
。
国鉄時代とJR発足後まもない時期は、検札や車内改札で、乗務員が乗車券類に検札鋏で刻印して小さな穴を開ける（パンチを入れる）のが通例だった。
現在では、JR・民営鉄道とも、ほとんどの路線で、スタンプなど別な方法に移行している。

## 刻印の意味
- 東海道新幹線では、乗務員がきっぷを確認すると、Nを〇で囲んだ記号が刻印され、記号の下部には小さなパンチ穴が開けられた。
- 記号は路線によって異なる。
- 特急などの優等列車に使われた「花型の枠内に文字」の刻印や、「文字を□（しかく）で囲んだ」刻印もある。